# Елшанское муниципальное образование (Воскресенский район)
Елшанское муниципальное образование — сельское поселение в Воскресенском районе Саратовской области Российской Федерации.
Административный центр — село Елшанка.

## История
Статус и границы сельского поселения установлены Законом Саратовской области от 27 декабря 2004 года № 85-ЗСО «О муниципальных образованиях, входящих в состав Воскресенского муниципального района»

## Население
| 2010  | 2011  | 2012  | 2013  | 2014  | 2015  | 2016  |
| ----- | ----- | ----- | ----- | ----- | ----- | ----- |
| 4917  | ↗4921 | ↗4931 | ↗4974 | ↗5000 | ↗5025 | ↘5021 |
| 2017  | 2018  | 2019  | 2020  | 2021  |       |       |
| ↘5006 | ↘4914 | ↘4860 | ↘4806 | ↗5004 |       |       |

## Состав сельского поселения
| №  | Населённый пункт | Тип населённого пункта       | Население |
| -- | ---------------- | ---------------------------- | --------- |
| 1  | Андреевка        | деревня                      | ↘291      |
| 2  | Афанасьевка      | село                         | 41        |
| 3  | Елшанка          | село, административный центр | ↘1983     |
| 4  | Коммуна 3-я      | село                         | ↘213      |
| 5  | Малая Ивановка   | посёлок                      | 11        |
| 6  | Славянка         | посёлок                      | ↘359      |
| 7  | Софьино          | село                         | ↗125      |
| 8  | Усовка           | село                         | ↗1013     |
| 9  | Чардым           | село                         | ↗871      |
| 10 | Черноморский     | посёлок                      | 10        |